# Русско-цинский пограничный конфликт
Русско-цинский пограничный конфликт, известно в китайской историографии как Албазинская кампания (кит. 雅克萨战役) — серия приграничных конфликтов в Приамурье в 1649—1689 годах между Русским царством и империей Цин (с участием на стороне последних войск Кореи).

## Причины конфликтов
Важнейшим источником финансовых поступлений в русскую казну являлась торговля пушниной, которую в основном добывали в Сибири. По мере истощения пушного промысла русские промышленники и представители государственной власти продвигались всё дальше на восток, к Тихому океану. Удалённость Восточной Сибири от центральных районов России, откуда поступало продовольствие, заставляла искать в относительной близости от мест пушных промыслов районы, которые годились бы для земледельческой колонизации, а значит, могли бы стать источником продовольствия для таёжных областей Сибири. Территории, пригодные для земледелия, находились в бассейне Амура. Кроме того, Приамурье было богато пушным зверем и находилось в непосредственной близости от Китая. Конфликт заключался в том, что в результате нескольких ожесточённых войн (последняя из них завершилась в 1643 году) приамурские народы были разгромлены маньчжурами и признали свою зависимость от них, что выражалось в выплате дани цинскому императору. Близость Приамурья к родине цинских императоров привела к тому, что маньчжуры даже в условиях постоянной войны в Китае продолжали, по мере сил, уделять большое внимание событиям в данном регионе и не желали отдавать данную территорию другим претендентам. Таким образом, интересы России и империи Цин в середине XVII века столкнулись на Амуре.

## Повод к конфликтам
Первый якутский воевода Головин, снарядил две казачьи партии "для проведывания новых землиц": первая партия Бахтиарова, пытавшаяся в 1641 г. достигнуть указанной цели долиной р.Витима, встретила на пути непреодолимые затруднения и вернулась в Якутск; вторая партия писменного головы Василия Пояркова пройдя долинами р.Алдана и его притоков, перевалила Становой хребет и реками Брянтою и Зеею вышла к р.Амуру и спустилась по нему вниз до устья и через два года вернулась в Якутск уже со стороны Охотского моря.
В 1649 году Ерофей Павлов Хабаров получил разрешение ильинского воеводы Франсбекова и с партией отправился на Армур, избрав для этого другой путь, исследованный зверопромышленниками, а именно долиной р. Оклемы перевалил Становой хребет и долиной р.Урки или Черной вышел к первым городкам даурского князя Лавкая. В это раз, в связи с малочисленностью партии, Хабаров не предпринимал никаких действий, и только 9 июля 1650 г., усилившись из Якутска людьми и боеприпасами, он двинулся вниз по Амуру и у так-называемого 3-го городка князя Лавкая разбил скопище даур, захватив при этом запасы хлеба. На месте разрушенного городка построил деревянный острог, названный Албазиным, по имени князя Албазы жившего в данных местах.
Донесения первых исследователей Амура и рассказы их сподвижников, возвратившихся в Якутск, разнесли повсюду славу о богатствах Даурской земли; все население приленских земель бросило места, и устремилась на Амур, преодолевая все препятствия и заставы, которыми власти пытались удержать на местах уже осевшее население. 
Имея основной целью обогащение и наживу, новые поселенцы не разбирали средств, грабили часто и друг друга и местное население и сделались истинным бичем туземного населения Приамурских земель. Новые поселенцы с огнем и мечом проходили новые земли, "рубя всех голова в голову", пыткой и огнем вымучивая у инородцев ясак.
Туземцы, видя безысходность своего положения, массами двинулись за Амур на земли по р.Науне(Нонни), отведенные им по повелению императора Кан-си, и через несколько лет берега Амура и Зеи опустели. Некий Милованов, посланный в начале 1681 года нерчинским воеводой Воейковым для обозрения Амура, донес, что ни по Зее, ни по Амуру жителей уже нет, но что всюду по берегам Амура и в низовьях Зеи и Селемджи он видел старые брошенные пашни.
С уходом туземного населения, новые завоеватели сразу попали в критическое положение. Добывать продовольствие грабежом было негде, возделывать же землю сами они не хотели. Пришлось распространить свои наезды в глубь Маньчжурии, в бассейн р.Сунгари, но здесь 30 июня 1658 года главное ядро "амурских землепроходцев" по предводительством Степанова, уже назначенного из Москвы "приказным человеком великой р. Амура и Даурской земли", погибло в столкновении с маньчжурскими войсками. Остатки Степановского отряда и остальные мелкие партии еще немного побродили по Амуру и весной 1659 года перевалили горы и ушли в бассейн р. Лены. Все русские острожки, в т.ч. и Албазин, были уничтожены маньчжурскими войсками. 

## Командование
В разное время русскими отрядами командовали следующие люди:
- 1649—1652 гг. — промышленник Ерофей Павлович Хабаров.
- 1653—1658 гг. — Онуфрий Степанов.
- 1658 г. — Клим Иванов.
- 1659—1660 гг. — Артемий Петриловский.
- 1666—1670 гг. — пятидесятник Никифор Романович Черниговский.
- 1685—1686 г. — воевода Алексей Ларионович Толбузин.
- 1686—1687 гг. — капитан Афанасий Иванович Бейтон.
- 1685—1689 гг. — нерчинский воевода Иван Евстафьевич Власов.
- 1688 г. — ссыльный гетман Малороссии Демьян Игнатьевич Многогрешный.

Командование цинскими войсками и войсками вассальных владений осуществляли:
- 1649—1650 гг. — даурский князь Лавкай, даурский князь Шилгиней.
- 1651 г. — даурский князь Гуйгудар.
- 1652 г. — маньчжурские военачальники Хайсэ и Сифу.
- 1652—1658 гг. — Нингутинский амбань-чжангинь Шархуда с помощниками Нихали и Хайтэ.
- 1654 г. — корейский пёнма уху Пён Гып (командовал отрядом из 152 воинов, в том числе 100 стрелков, в битве на р. Сунгари)[7]
- 1655 г. — маньчжурский военачальник Мингардари (командовал осадой Кумарского острога)
- 1658 г. — корейский пёнма уху Син Ню (командовал отрядом из 265 воинов, в том числе 200 стрелков, в решающей битве с казаками)[7][8]
- 1659-… гг. — Нингутинский амбань-чжангинь Бахай (сын Шархуды).
- 1682—1689 гг. — маньчжурские военачальники Пэнчунь, Лантань, Сабсу, Бандарьша и другие (Албазинские войны).
- 1688 г. — монгольский Тушэту-хан Очир Сайн хан (Чихуньдорж) (организовал нападение на русские владения в Забайкалье, осадив Селенгинский острог).

## Территория военных действий
Бассейн верхнего и среднего Амура, низовья Сунгари, южное Забайкалье между реками Нерча и Селенга.

## Периодизация русско-цинских конфликтов (1649—1689)

### 1650-е. Действия Хабарова и Степанова

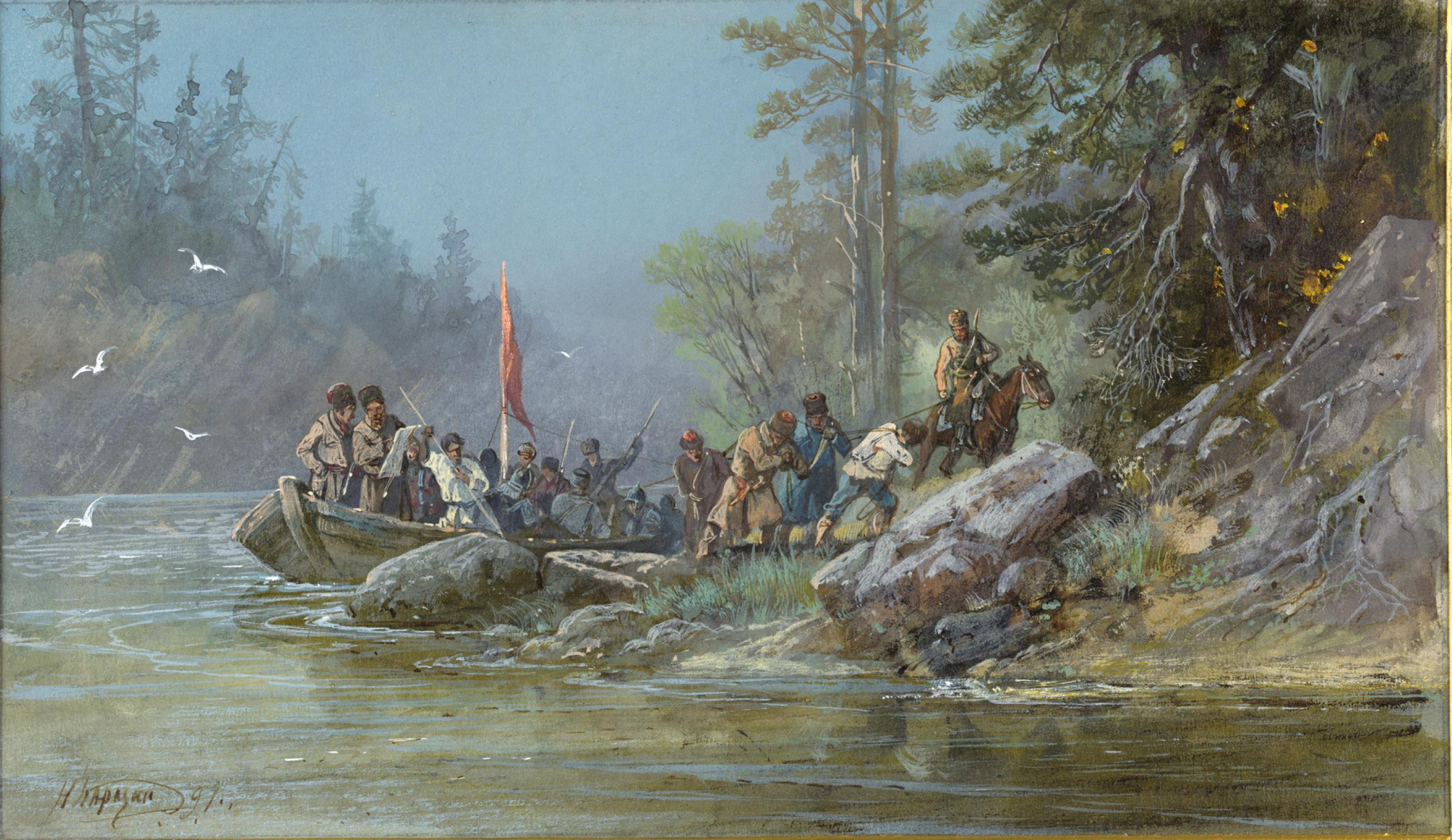
Казаки исследуют новые земли. Худ. Н. Н. Каразин

В 1649—1650 годах на верхний Амур пришёл отряд Е. П. Хабарова и основал зимовье напротив даурского укрепленного городка Албазин. В 1651 году отряд взял ряд даурских и дючерских крепостей, в том числе Албазин.
24 марта 1652 года к Ачанскому острогу подошёл маньчжурский отряд из 600 человек, пришедший на помощь ачанам и дючерам. Отряд из 200 казаков Е. П. Хабарова нанёс поражение соединенному войску маньчжуров и дючеров, по итогам битвы казаки потеряли 10 человек убитыми и 78 ранеными, китайцы потеряли 676 человек. В результате этой битвы китайские командующие Хайсэ и Сифу были отстранены от командования. Руководство китайскими войсками взял на себя Шархуда.
В 1653 году русские отряды продвинулись на средний Амур и начали собирать дань с гиляков. Остерегаясь нового сражения с казаками, Шархуда намеревался лишить их продовольственной базы, предложив земледельческим народам дауров и дючеров переселяться с Амура на Сунгари. В 1654—1657 годах Цины эвакуировали население бассейна среднего Амура и низовьев Сунгари в район Нингуты, оставив Приамурье почти безлюдным.
Вскоре русские действительно столкнулись с нехваткой хлебных запасов, которые они ранее успешно взимали с местного населения. Осенью 1653 года назначенный командующим казачьим отрядом после отстранения Хабарова пушкарский десятник Онуфрий Степанов повел своё войско вверх по Сунгари, где собрал продовольствие у местных дючер, после чего отправился на зимовку в низовья Амура. В июне 1654 года отряд Степанова снова пытался спуститься вниз по реке для захвата продовольствия, однако их встретило войско маньчжуров и их союзников под командованием Шархуды и корейского военачальника Пён Гыпа. Русским удалось победить вражескую речную флотилию, но штурм береговых укреплений окончился неудачно и казаки были вынуждены отступить от реки Сунгари.
В начале ноября 1654 года отряд Степанова вместе с пришедшим из Забайкалья отрядом Петра Бекетова и другими русскими группами основали на речном острове при впадении реки Кумары (Хумаэрхэ) укреплённое зимовье Усть-Кумарский острог, откуда собиралась дань с местного населения. 13 марта 1655 года соединённое войско приамурских племён и маньчжурских воинов под командованием Мингардари подошло к острогу и взяло его в осаду. Казакам удалось отбить все атаки и 4 апреля осада была снята. В июне 1655 года русские войска покинули острог из-за нехватки продовольствия.
В течение нескольких лет русские продолжали плавать по Амуру и его притокам, добывая ценную пушнину и останавливаясь только на временные зимовки в разных местах. В мае 1658 года отряд Степанова вышел на соединение с отрядом Афанасия Пашкова, но в устье реки Сунгари был атакован маньчжурско-корейской флотилией под командованием Шархуды и Син Ню. Большая часть казаков погибла в бою, включая самого Онуфрия Степанова.

### 1660―1670-е. Затишье
В 1659—1670 годах в Приамурье происходили незначительные стычки между русскими и маньчжурскими и китайскими отрядами. В 1666 году на верхнем Амуре отряд (64 человека) пятидесятника Никифора Романовича Черниговского восстановил Албазин и возобновил сбор дани.
Новым поводом для напряжённости в отношениях между Россией и Цин стал переход в 1667 году тунгусского князя Гантимура вместе с несколькими родами в подданство России. Маньчжурские власти неоднократно требовали выдачи Гантимура и его людей, однако получали отказ со стороны русских властей.
В 1670 году из Нерчинска в Пекин было направлено посольство, которое договорилось с маньчжурскими властями о взаимном соблюдении перемирия и об отказе от вторжений на контролируемые Россией и Цинами территории. По умолчанию под русской зоной контроля понимались левые притоки верхнего Амура. В район Албазина начали прибывать русские переселенцы; они строят в окрестностях 20 слобод и монастырь.
В этот период участились нападения монголов на приграничные русские остроги. Правители монгольских улусов были недовольны закреплением русских в Прибайкалье и Забайкалье, считая эти земли своими. В 1668, 1670, 1671 году монгольские отряды совершали набеги на русские земли. В 1674 году монголы были разгромлены войсками Григория Лоншакова и Никифора Черниговского. 
В 1674 году маньчжуры основали на реке Сунгари крепость Гирин.
В мае 1676 года в Пекин из Москвы прибыло российское посольство Николая Гавриловича Спафария. Переговоры зашли в тупик из-за унизительных для российской стороны процедур во дворце императора Сюань Е. Посольство вернулось в Россию без результата.
В 1682 году появилось Албазинское воеводство, в Албазин официально был назначен воевода с титулом «Албазинский».

### Албазинская война

походы русских войск
походы цинских войск
направление переселения местных племён

В июне 1685 года цинские войска осадили Албазин. На помощь воеводе Алексею Толбузину шли русские подкрепления, но они опоздали. После отражения первого штурма выяснилось, что возможности обороны полностью исчерпаны и воевода Толбузин согласился с требованием казаков сдать крепость. Цинское командование настаивало на уходе русских в Якутск, считая, что Нерчинск также находится на маньчжурских землях. Однако Толбузину удалось настоять на отступлении вверх по Амуру. 26 июня 1685 года русские беспрепятственно покинули город и двинулись на запад. Маньчжуры сожгли Албазин, но не уничтожили посеянные поля. В августе русские войска вернулись и восстановили крепость.
17 апреля 1686 года император Канси дал полководцу Лантаню указания по ведению военной кампании: взять Албазин, но на этот раз не разрушать его, а укрепить как базу для дальнейшего наступления на Нерчинск. В июне цинские войска осадили Албазин, но гарнизон отбил все штурмы. Общим счетом цинские войска потеряли 2,5 тысячи человек. Однако в Албазине распространилась цинга, и к декабрю в Албазине оставалось в живых всего 150 казаков, из которых только 45 могли нести караульные службу, остальные «оцынжали» и лежали больными.
31 октября в Пекин прибыли русские послы Никифор Венюков и Иван Фаворов с предложением заключить перемирие. Цинские власти согласились и выслали в Албазин казаков из свиты русских послов с инструкциями для его гарнизона. Император Сюань Е также известил свои войска под Албазином о начале перемирия.
В мае 1687 года осада Албазина была снята, однако после этого цинские войска ещё дважды сжигали посевы вокруг Албазина.
В январе-марте 1688 года союзное Цинам монгольское войско Тушэту-хана Чихуньдоржа осадило Селенгинский острог. По всей контролируемой русскими территории Бурятии были разосланы письма с требованием собрать вооружённых бурят и выслать их на выручку Головину. К нему было прислано ополчение из братских людей Идинского, Балаганского, Иркутского, Верхоленского, Тункинского острогов. Вследствие этого подкрепления, а также большой нехватки огнестрельного оружия, монгольское войско отступило.

## Окончание русско-цинских конфликтов
26 июля к Нерчинску подошло цинское войско (около 5 тысяч человек). Гарнизон Нерчинска составлял 2,5 тысяч стрельцов и казаков, а также около 300 вооружённых ясачных тунгусов князя Катаная Гантимурова, действовавшего в окрестностях Нерчинска. 7 августа 1689 года в Нерчинск из Москвы прибыл полномочный посол России и наместник Сибири окольничий Федор Алексеевич Головин. В цинской делегации, которую возглавляли Сонготу и Дун Гоган, переводчиками и советниками состояли иезуиты Перейра и Жербильон. Переговоры проходили в условиях постоянного психологического давления со стороны Цинов. В результате после военной демонстрации, мастерски проведённой цинским военачальником Лантанем под стенами острога, неопытный в дипломатических делах Головин согласился на предложения цинской стороны. 29 августа был подписан мирный договор, по которому граница устанавливалась по рекам Аргунь и Горбица, далее по Становому хребту до реки Уды. Албазин должен был быть уничтожен, но в то же самое время расширение цинского присутствия в регионе также не предусматривалось, местное население считалось подданными императора Цин.